# 體適能

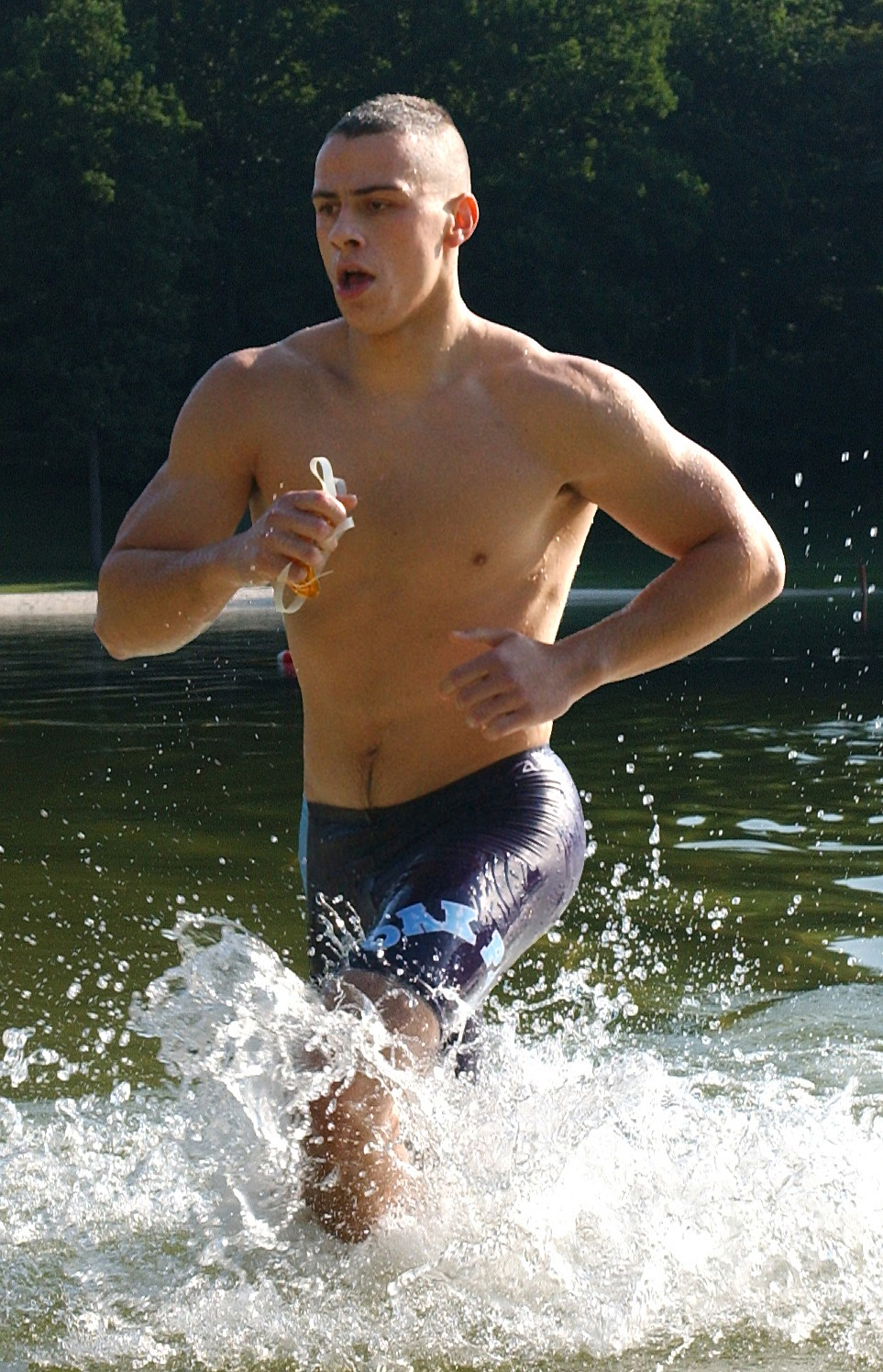
進行三项全能運動的選手

體適能（英語：Physical Fitness），為身體適應外界環境之能力，可視為身體適應生活、運動與環境 （例如，溫度、氣候變化或病毒等因素）的綜合能力。它包含了兩個面向，一般素質（身體健康的狀態）以及特定素質（執行某種職業或運動所需要的特定身體能力）。
除了足以勝任日常工作外，還有餘力享受休閒，及能夠應付突如其來的變化及壓力之身體素質與能力。
因此良好的體適能通常需要通過正確的均衡營養、運動、飲食管理，以及足夠的睡眠和休息才能夠獲得。

## 概念
「體適能」一詞，在「體能」一詞中加入「適」字；「適」除了原意的「適應」外，也可以加上「適當」的字義解釋；這樣會更接近健康的定義。均衡適中的體適能水平，也配合著中國古代「用中」的「養生之道」，與〈周易〉、〈中庸〉等古代哲學著作相通。所以說，以現代體育科學理論，作為鍛煉活動的依據，可培養適當的體適能水平，優化生活，達至健康人生。
適當的運動，是改善現代城市人的生活，達至健康的生活方式的主要途徑。進行適當的運動，以健康為目標，應該以現代體育科學理論為基礎的「體適能」活動，作為優化生活方式的首要活動；同時注意運動安全，減少因不適當運動，而帶來的傷害。

## 分類
體適能可分為健康適能及運動適能，兩者相互聯繫，而健康體適能是所有體適能的基礎。
| 健康適能 | 心肺耐力適能──心肺循環系統攜氧及養料到肌肉的能力。 肌力適能──肌肉或肌群的最大力量。 肌耐力適能──肌肉或肌群能重複活動的次數。 柔軟性適能──肌肉周圍組織及關節可活動的範圍。 身體組態──脂肪百分比、腰臀比例、身高體重指數(BMI)。 | 目的：身體健康、優化非競技活動、享受生活 |
| 運動適能 | 協調性 速度 爆發力 平衡性 敏捷性 反應時間 | 目的：運動                               |

## 體能測試
常見的体能测试有：有氧运动（跑步）、身体物质构成（如腰围）、仰臥起坐和掌上壓等。

### 中華民國軍警基本體能滿百標準
| 測試項目      | 中央警察大學學生           | 國軍                       |
| ------------- | -------------------------- | -------------------------- |
| 2分鐘伏地挺身 |                            | 男性71下，女性56下         |
| 2分鐘仰臥起坐 |                            | 男性80下，女性65下         |
| 三千公尺跑步  | 男生10分52秒，女生12分52秒 | 男性11分10秒，女性13分00秒 |

### 香港警隊入職體能測試合格標準
| 測試項目（適用於見習督察、學警及輔警警員投考人士） | 男士     | 女士     |
| -------------------------------------------------- | -------- | -------- |
| 800米跑                                            | 3分11秒  | 4分29秒  |
| 4×10米穿梭跑                                       | 10.92秒  | 12.29秒  |
| 立定跳高                                           | 49.6厘米 | 36.6厘米 |
| 手握肌力測試（左右兩手的手握力量總和計算）         | 76.3公斤 | 49.1公斤 |

### 中华人民共和国25歲以下警察體能測試合格標準（60分）
| 測試項目       | 男子組            | 女子組            |
| -------------- | ----------------- | ----------------- |
| 10米×4往返跑   | 12.2秒（含）以下  | 13.2秒（含）以下  |
| 1000米跑       | 4分05秒（含）以下 |                   |
| 800米跑        |                   | 4分00秒（含）以下 |
| 立定跳遠       | 2.2米（含）以上   | 1.5米（含）以上   |
| 引體向上       | 十個              |                   |
| 一分鐘仰臥起坐 |                   | 23個              |

### 中华人民共和国民航空中警察招考體能測試
| 測試項目     |         |
| ------------ | ------- |
| 單槓引體向上 | 5次     |
| 雙槓臂屈伸   | 5次     |
| 立定跳遠     | 1.4米   |
| 1500米跑     | 7分50秒 |

## 外部連結
- 体适能 （页面存档备份，存于）
- 第六屆世界華人運動生理及體適能學者學會年會[永久]